# Вторая лига Беларуси по футболу 2014
Вторая лига Беларуси по футболу 2014 — 24-е первенство среди белорусских команд Второй лиги, которое проводилось с 26 апреля по 16 ноября 2014 года. Путёвки в Первую лигу получили ФК «Барановичи», минские «Крумкачи», ФК «Орша» и ФК «Кобрин».

## Регламент
Турнир стал первым с 1999 года, проводимым по системе, предусматривающей деление на зоны. С целью популяризации футбола в регионах и расширения географии Второй лиги президиум АБФФ на заседании в январе принял решение сократить взнос за участие во Второй лиге с 77 до 40 миллионов белорусских рублей.
Это позволило заявиться целому ряду коллективов, ранее выступавших на уровне областей (взнос — 30 миллионов). Кроме того, чтобы сократить расходы команд на переезды, было принято решение разделить лигу на зоны.
Ожидалось, что заявки подадут 24 команды. В итоге об участии в лиге в 2014 году заявило 24 коллектива (11 представителей Второй лиги сезона 2013, минский СКВИЧ, выбывший из Первой лиги-2013 и 12 новичков. ФК «Полоцк», занявший 16-е место в Первой лиге-2013 и имевший право на участие во Второй лиге, был расформирован.
4 апреля был утвержден календарь лиги. 9 апреля стало известно, что число участников расширилось до 24.
Команды Второй лиги в сезоне 2014 года были разделены на зоны «Запад» и «Восток» по географическому принципу. Граница деления проходила по железнодорожной линии Гудогай — Молодечно — Минск — Осиповичи — Жлобин — Калинковичи — Словечно. Команды из Минска были разделены на зоны по жребию.
Первенство стартовало 26 апреля матчем между «Ливадией» и минскими «Крумкачами» в Дзержинске. В каждой зоне проводился двухкруговой турнир (22 тура). По его результатам 4 лучшие команды попадали в плей-офф, который проходил в Минске, где во встречах между собой были разыграны 3 путёвки в Первую лигу на сезон 2015 (8 туров). Прямого вылета из Второй лиги в чемпионаты областей не было.

## Участники

### Представительство по регионам
| Регион              | Кол-во команд | Клубы                                                                |
| ------------------- | ------------- | -------------------------------------------------------------------- |
| Минск               | 7             | АК Ждановичи, Крумкачи, Луч, Партизан-2002, СКВИЧ, Славянин, Торпедо |
| Гомельская область  | 4             | Вертикаль (Калинковичи), Жлобин, Рогачёв-МК, ЮА-Строй (Житковичи)    |
| Минская область     | 4             | Белита-Витекс (Узда), Клецк, Ливадия (Дзержинск), Молодечно-2013     |
| Витебская область   | 3             | Витебск-2, Орша, Приозёрье (Верхнедвинск)                            |
| Брестская область   | 3             | Барановичи, Кобрин, Колос-Дружба (Городище)                          |
| Могилёвская область | 2             | Осиповичи, Спартак (Шклов)                                           |
| Гродненская область | 1             | Неман (Мосты)                                                        |

## Первый этап

### Зона «А»
| М  | Команда                      | И  | В  | Н | П  | Мячи    | ±   | О  | Примечания       |
| -- | ---------------------------- | -- | -- | - | -- | ------- | --- | -- | ---------------- |
| 1  | Орша                         | 22 | 17 | 5 | 0  | 46 − 10 | +36 | 56 | Выход в Плей-офф |
| 2  | Жлобин                       | 22 | 17 | 3 | 2  | 76 − 18 | +58 | 54 | Выход в Плей-офф |
| 3  | АК Ждановичи (Минский район) | 22 | 12 | 4 | 6  | 40 − 25 | +15 | 40 | Выход в Плей-офф |
| 4  | Луч (Минск)                  | 22 | 10 | 5 | 7  | 36 − 24 | +12 | 35 | Выход в Плей-офф |
| 5  | Витебск-2                    | 22 | 9  | 5 | 8  | 28 − 23 | +5  | 32 |                  |
| 6  | Осиповичи                    | 22 | 9  | 4 | 9  | 28 − 29 | −1  | 31 |                  |
| 7  | Спартак (Шклов)              | 22 | 9  | 3 | 10 | 26 − 31 | −5  | 30 |                  |
| 8  | Рогачёв-МК                   | 22 | 7  | 6 | 9  | 40 − 41 | −1  | 27 |                  |
| 9  | Приозёрье (Верхнедвинск)     | 22 | 7  | 5 | 10 | 37 − 43 | −6  | 26 |                  |
| 10 | Вертикаль (Калинковичи)      | 22 | 5  | 6 | 11 | 18 − 35 | −17 | 21 |                  |
| 11 | Славянин (Минск)             | 22 | 2  | 5 | 15 | 24 − 58 | −34 | 11 |                  |
| 12 | СКВИЧ (Минск)                | 22 | 1  | 3 | 18 | 18 − 80 | −62 | 6  |                  |

И — игры, В — выигрыши, Н — ничьи, П — проигрыши, Мячи — забитые и пропущенные голы, ± — разница голов, О — очки

### Зона «Б»
| М  | Команда                 | И  | В  | Н | П  | Мячи    | ±   | О  | Примечания                       |
| -- | ----------------------- | -- | -- | - | -- | ------- | --- | -- | -------------------------------- |
| 1  | Барановичи              | 22 | 14 | 6 | 2  | 55 − 19 | +36 | 48 | Выход в Плей-офф                 |
| 2  | Белита-Витекс (Узда)    | 22 | 15 | 3 | 4  | 69 − 33 | +36 | 48 | Выход в Плей-офф                 |
| 3  | Крумкачи (Минск)        | 22 | 13 | 1 | 8  | 48 − 34 | +14 | 40 | Выход в Плей-офф                 |
| 4  | Кобрин                  | 22 | 13 | 1 | 8  | 46 − 40 | +6  | 40 | Выход в Плей-офф                 |
| 5  | Неман (Мосты)           | 22 | 11 | 4 | 7  | 39 − 25 | +14 | 37 |                                  |
| 6  | Торпедо (Минск)         | 22 | 8  | 5 | 9  | 28 − 26 | +2  | 29 |                                  |
| 7  | Клецк                   | 22 | 8  | 4 | 10 | 36 − 56 | −20 | 28 |                                  |
| 8  | Молодечно-2013          | 22 | 9  | 1 | 12 | 43 − 41 | +2  | 28 |                                  |
| 9  | Ливадия (Дзержинск)     | 22 | 8  | 3 | 11 | 29 − 39 | −10 | 27 |                                  |
| 10 | Колос-Дружба (Городище) | 22 | 6  | 2 | 14 | 33 − 58 | −25 | 20 |                                  |
| 11 | Партизан-2002 (Минск)   | 22 | 5  | 3 | 14 | 21 − 44 | −23 | 18 | Команда снялась после 14-го тура |
| 12 | ЮА-Строй (Житковичи)    | 22 | 4  | 3 | 15 | 21 − 53 | −32 | 15 |                                  |

И — игры, В — выигрыши, Н — ничьи, П — проигрыши, Мячи — забитые и пропущенные голы, ± — разница голов, О — очки

## Финальный этап
Команды, занявшие в своей зоне первые 4 места, разыграли 3 путёвки в Первую лигу с командами из другой зоны, играя дополнительные 8 матчей (дома и на выезде), при этом сохраняя результаты выступления с командами из своей группы.
Клубы, которые не попали в четвёрку, играли стыковые матчи между собой дома и на выезде (5-е место с 5-м местом из другой группы и т. д.) для определения итоговых мест. ФК «Кобрин» получил путёвку в Первую лигу в связи с расформированием ФК «Минск-2».

### За 1-8-е места
| М | Команда                      | И  | В | Н | П  | Мячи    | ±   | О  | Примечания          |
| - | ---------------------------- | -- | - | - | -- | ------- | --- | -- | ------------------- |
| 1 | Барановичи                   | 14 | 9 | 3 | 2  | 33 − 13 | +20 | 30 | Выход в Первую лигу |
| 2 | Крумкачи (Минск)             | 14 | 9 | 2 | 3  | 24 − 14 | +10 | 29 | Выход в Первую лигу |
| 3 | Орша                         | 14 | 7 | 6 | 1  | 25 − 12 | +13 | 27 | Выход в Первую лигу |
| 4 | Белита-Витекс (Узда)         | 14 | 8 | 3 | 3  | 38 − 20 | +18 | 27 |                     |
| 5 | Кобрин                       | 14 | 4 | 3 | 7  | 18 − 32 | −14 | 15 | Выход в Первую лигу |
| 6 | Жлобин                       | 14 | 4 | 3 | 7  | 19 − 26 | −7  | 15 |                     |
| 7 | Луч (Минск)                  | 14 | 3 | 0 | 11 | 10 − 28 | −18 | 9  |                     |
| 8 | АК Ждановичи (Минский район) | 14 | 1 | 2 | 11 | 9 − 31  | −22 | 5  |                     |

И — игры, В — выигрыши, Н — ничьи, П — проигрыши, Мячи — забитые и пропущенные голы, ± — разница голов, О — очки

### За 9-10-е места
| Команда 1     | Итог | Команда 2 | 1-й матч | 2-й матч |
| ------------- | ---- | --------- | -------- | -------- |
| Неман (Мосты) | 2:6  | Витебск-2 | 1:0      | 1:6      |

### За 11-12-е места
| Команда 1 | Итог | Команда 2       | 1-й матч | 2-й матч |
| --------- | ---- | --------------- | -------- | -------- |
| Осиповичи | 4:4* | Торпедо (Минск) | 1:1      | 3:3      |

* «Осиповичи» заняли 11-е место по правилу выездного гола.

### За 13-14-е места
| Команда 1       | Итог | Команда 2 | 1-й матч | 2-й матч |
| --------------- | ---- | --------- | -------- | -------- |
| Спартак (Шклов) | 8:4  | Клецк     | 6:1      | 2:3      |

### За 15-16-е места
| Команда 1  | Итог | Команда 2      | 1-й матч | 2-й матч |
| ---------- | ---- | -------------- | -------- | -------- |
| Рогачёв-МК | 5:4  | Молодечно-2013 | 2:3      | 3:1      |

### За 17-18-е места
| Команда 1                | Итог | Команда 2           | 1-й матч | 2-й матч |
| ------------------------ | ---- | ------------------- | -------- | -------- |
| Приозёрье (Верхнедвинск) | 5:4  | Ливадия (Дзержинск) | 1:0      | 4:4      |

### За 19-20-е места
| Команда 1               | Итог | Команда 2               | 1-й матч | 2-й матч   |
| ----------------------- | ---- | ----------------------- | -------- | ---------- |
| Вертикаль (Калинковичи) | 2:5  | Колос-Дружба (Городище) | 2:2      | 0:3 (-:+)* |

* «Вертикаль» не явилась на ответную игру.

### За 21-22-е места
| Команда 1             | Итог | Команда 2        | 1-й матч  | 2-й матч  |
| --------------------- | ---- | ---------------- | --------- | --------- |
| Партизан-2002 (Минск) | 0:6* | Славянин (Минск) | 0:3 (-:+) | 0:3 (-:+) |

* «Партизан-2002» снялся с чемпионата после 14-го тура.

### За 23-24-е места
| Команда 1     | Итог | Команда 2            | 1-й матч | 2-й матч |
| ------------- | ---- | -------------------- | -------- | -------- |
| СКВИЧ (Минск) | 2:6  | ЮА-Строй (Житковичи) | 2:3      | 0:3      |

## Итоговое распределение мест
| 1. Барановичи                   |
| 2. Крумкачи (Минск)             |
| 3. Орша                         |
| 4. Белита-Витекс (Узда)         |
| 5. Кобрин                       |
| 6. Жлобин                       |
| 7. Луч (Минск)                  |
| 8. АК Ждановичи (Минский район) |
| 9. Витебск-2                    |
| 10. Неман (Мосты)               |
| 11. Осиповичи                   |
| 12. Торпедо (Минск)             |
| 13. Спартак (Шклов)             |
| 14. Клецк                       |
| 15. Рогачёв-МК                  |
| 16. Молодечно-2013              |
| 17. Приозёрье (Верхнедвинск)    |
| 18. Ливадия (Дзержинск)         |
| 19. Колос-Дружба (Городище)     |
| 20. Вертикаль (Калинковичи)     |
| 21. Славянин (Минск)            |
| 22. Партизан-2002 (Минск)       |
| 23. ЮА-Строй (Житковичи)        |
| 24. СКВИЧ (Минск)               |

## Примечание
1. ↑  Football.by — Бюро исполкома БФФ утвердило состав участников и календарь второй лиги. Дата обращения: 4 апреля 2014. Архивировано 7 апреля 2014 года.
2. ↑  - Во вторую лигу дозаявлены ещё две команды — «Славянин» и «Узда». Дата обращения: 23 апреля 2014. Архивировано 29 апреля 2014 года.
3. 1 2  ФК "Партизан-2002" отказался от дальнейшего участия в чемпионате Республики Беларусь среди команд второй лиги.
4. ↑  Чемпионат Беларуси. Вторая лига. «Вертикаль» не выехала на матч с «Колосом-Дружбой». Дата обращения: 19 октября 2014. Архивировано 24 сентября 2015 года.